# Zamek Toompea
Zamek Toompea (est. Toompea loss) – średniowieczny zamek na wzgórzu Toompea w Tallinnie w Estonii, siedziba estońskiego parlamentu i najwyższych władz państwowych. 

## Historia
Pierwszy zamek powstał prawdopodobnie w XIII wieku, postawili go Duńczycy. W XIV wieku właścicielem zamku został zakon krzyżacki, który poddał go przebudowie. W XVI wieku Szwecja przejęła Tallinn, a wraz z nim zamek, który od tego czasu stanowił centrum administracyjne i reprezentacyjne. Po przyłączeniu ziem estońskich do Rosji w 1710 roku warowny zamek został przekształcony w pałac. Dobudowano wówczas skrzydło barokowe i neoklasycystyczne od wschodu, które przeznaczono na cele mieszkalne i urzędowe. Po uzyskaniu przez Estonię niepodległości na terenie zamku zbudowano gmach parlamentu wykorzystywany w tej funkcji do dziś, służy także jako siedziba najwyższych władz państwowych.
Zamek nie jest udostępniony turystycznie, można zwiedzać jedynie podziemia pod wieżą Długi Herman.

## Architektura
Od zachodu zamek ochrania wysoka skarpa, a cały zamek był otoczony międzymurzem. Średniowieczny układ zamku górnego oraz przedzamczy jest nadal częściowo czytelny.
Zachowały się 3 z 4 wież narożnych wzniesionych przez krzyżaków. Średniowieczna wieża Pikk Hermann (Długi Herman), jeden z symboli Tallinna, ma 45 m wysokości. Wschodnia część zamku oraz dwie wieże północne: Landskrone i Pilsticker zachowały średniowieczny charakter. Elewacje skrzydła barokowego zostały pomalowane na różowo. 
We wnętrzach znajduje się m.in. Biała Sala o charakterze reprezentacyjnym.

## Galeria

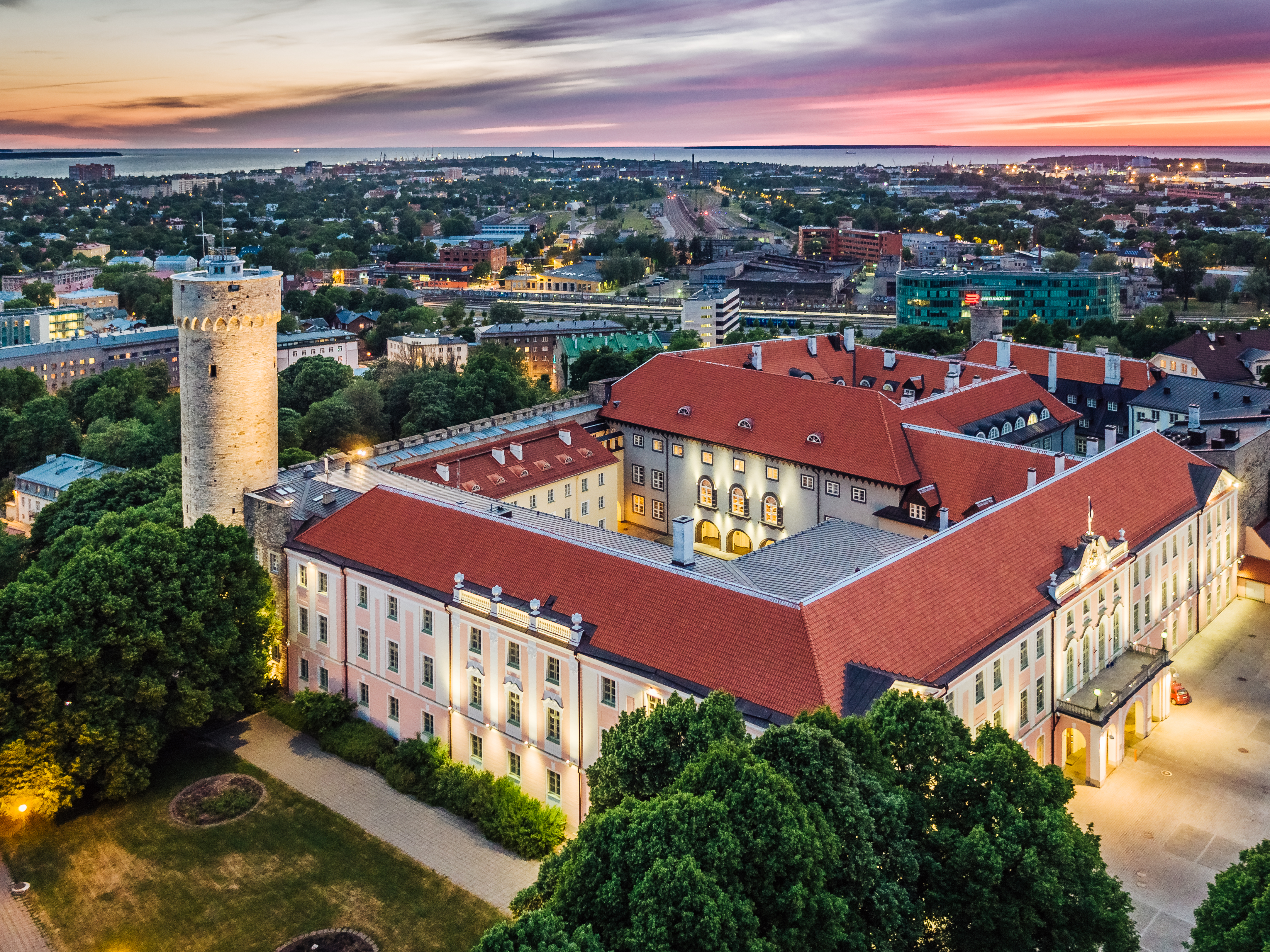
Widok z lotu ptaka (2016)
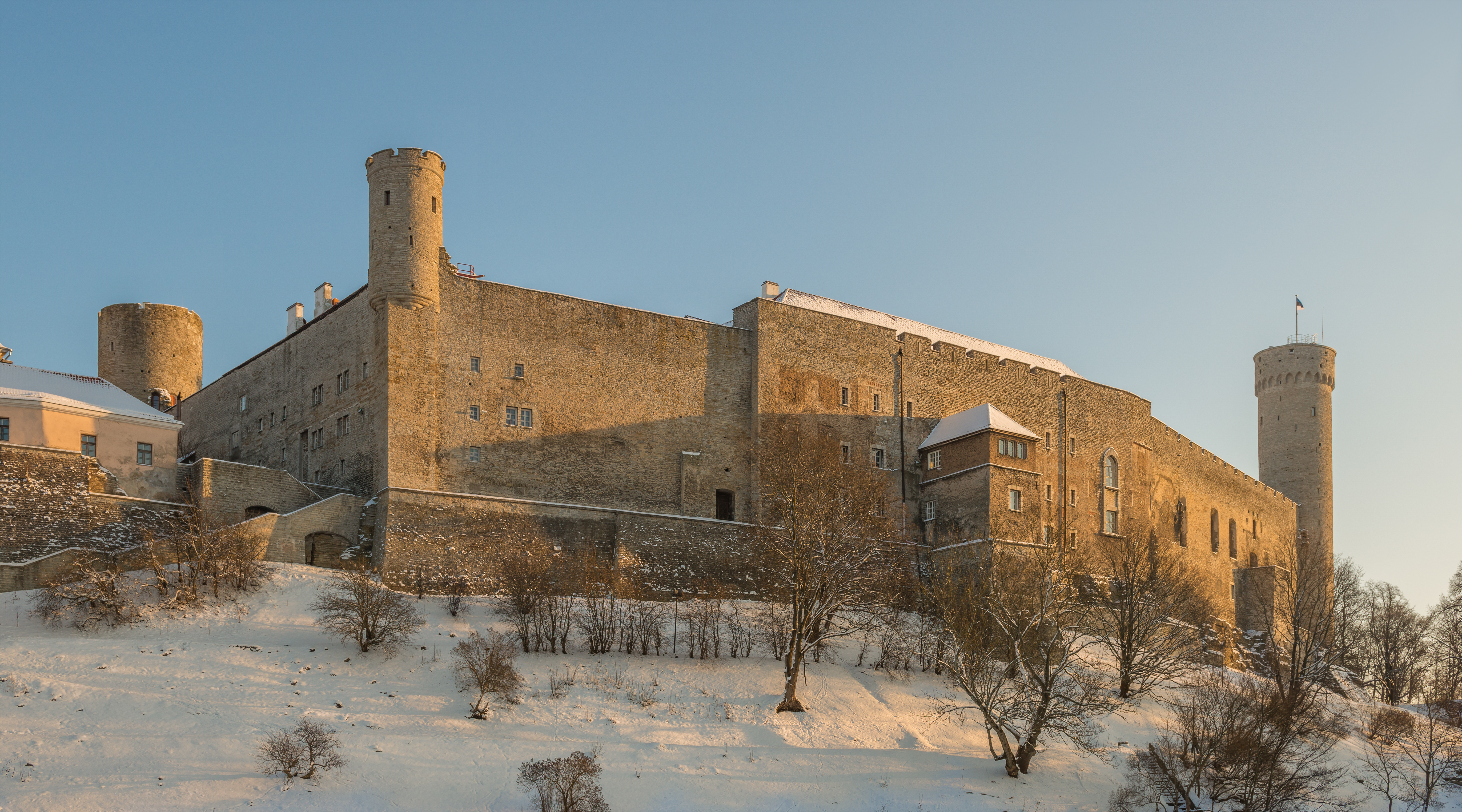
Średniowieczna część zamku z trzema wieżami (2014)
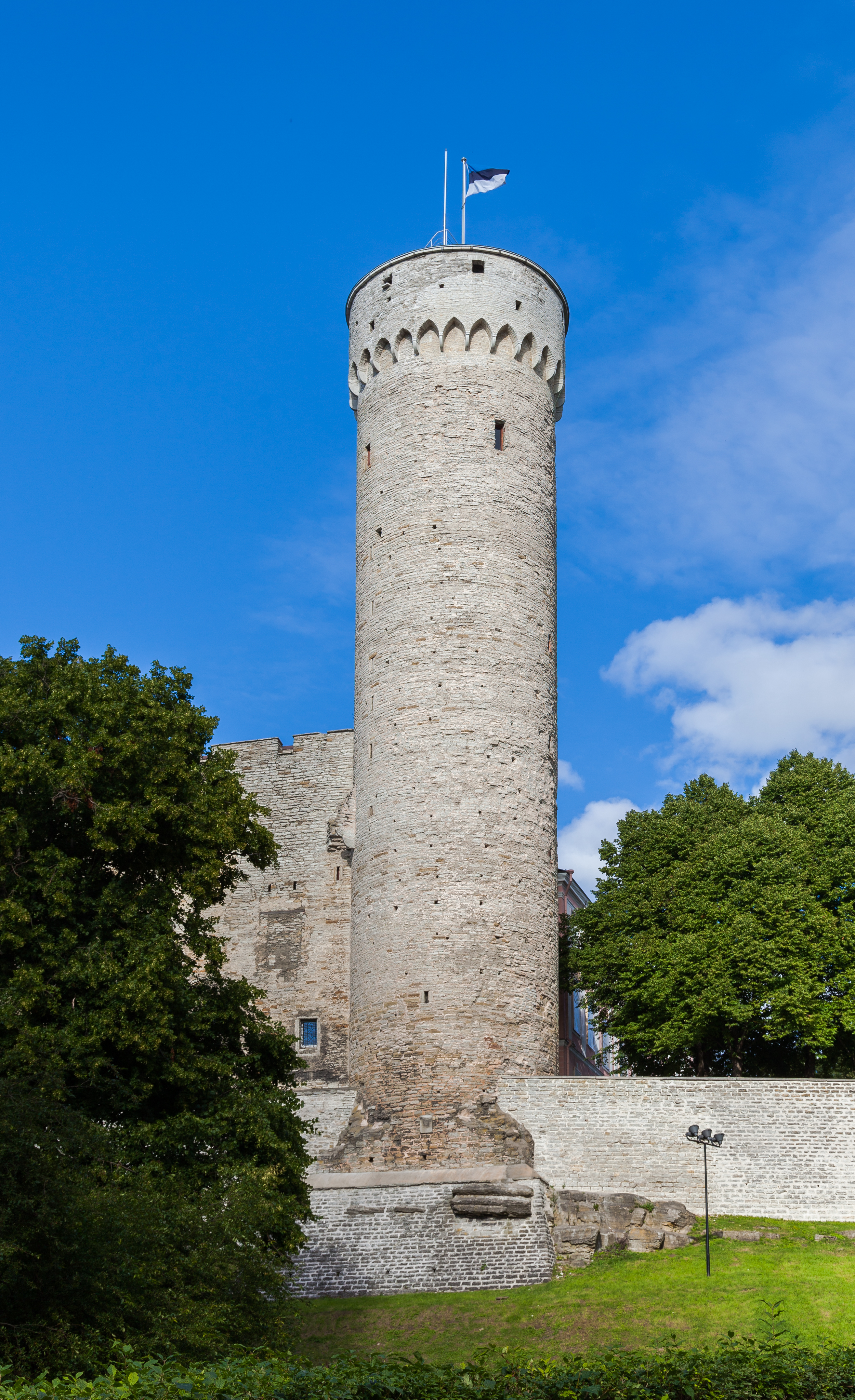
Wieża Pikk Hermann (2012)
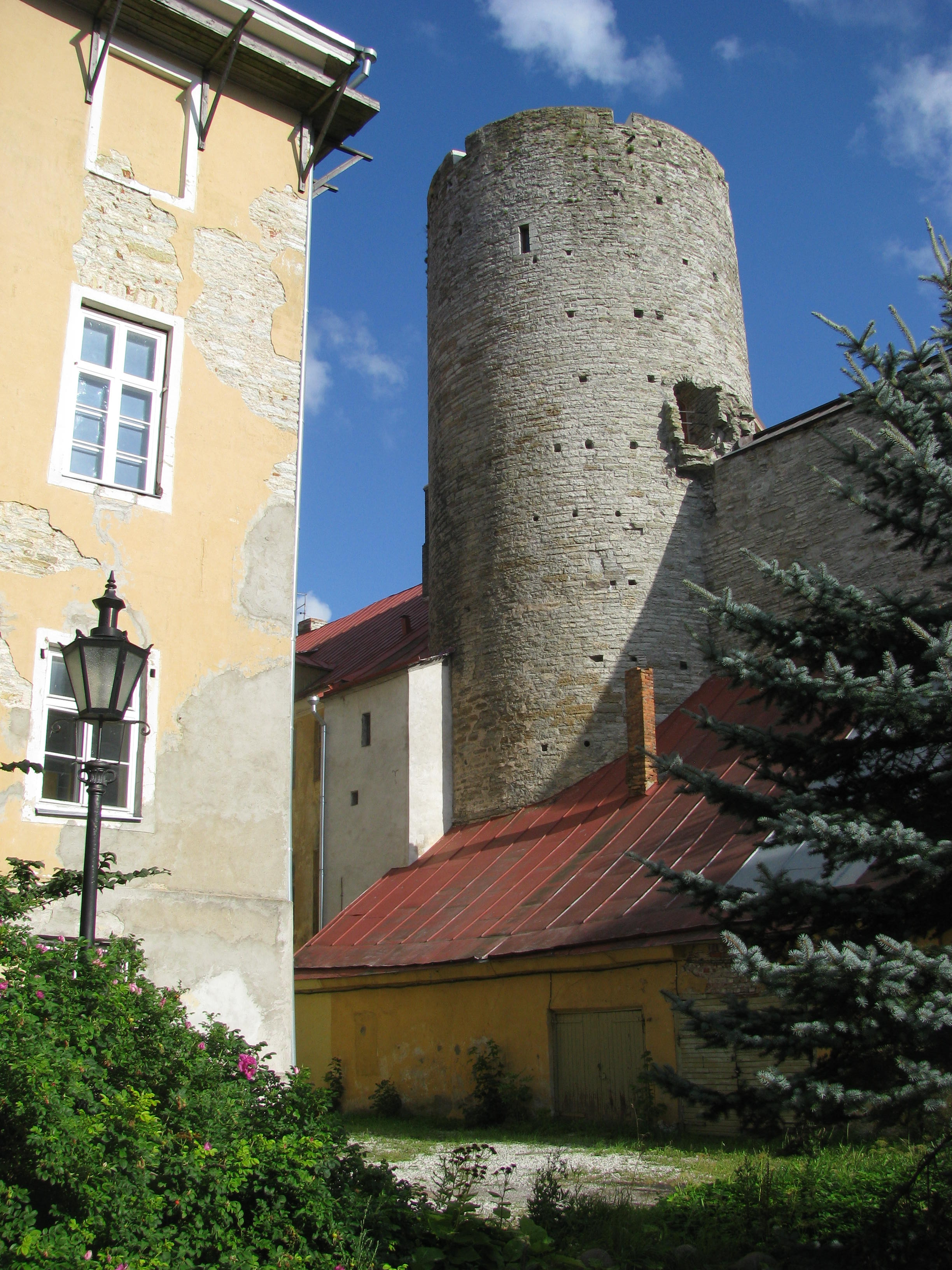
Wieża Landskrone (2011)
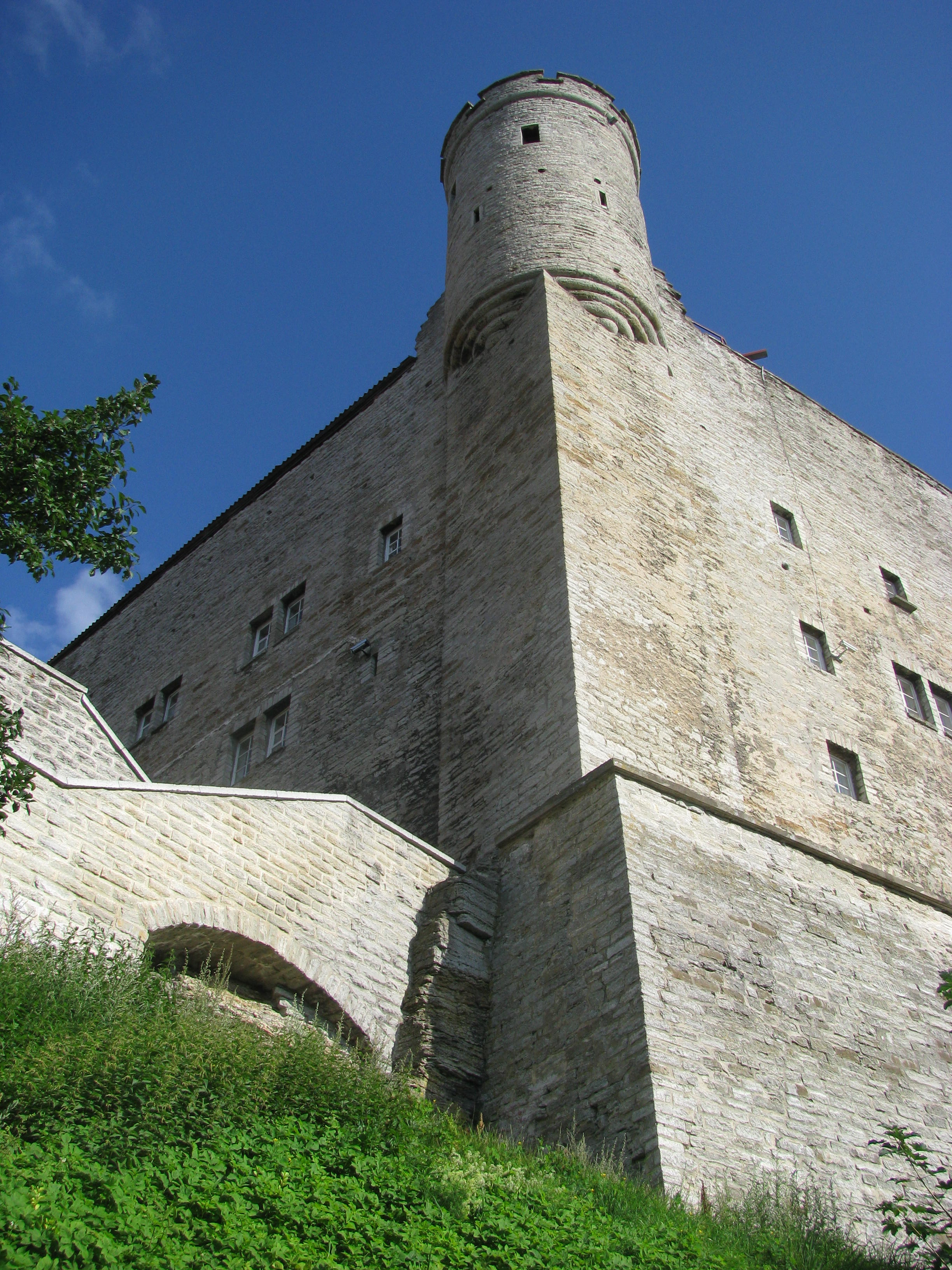
Wieża Pilsticker (2011)
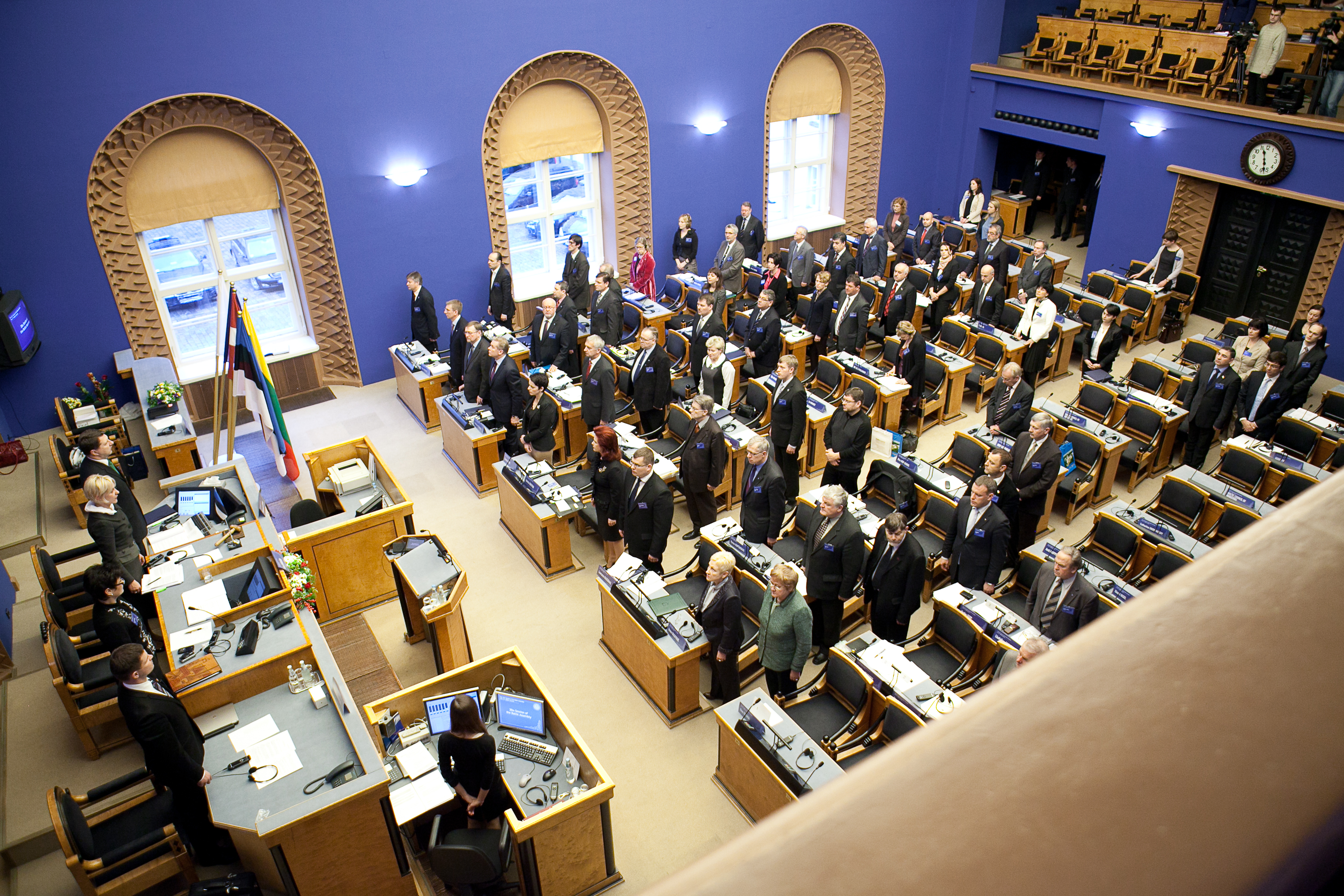
Sala posiedzeń parlamentu (2011)